# Roger Goudsmit
Roger Goudsmit (Groningen, 26 september 1968) is een Nederlands toneel-, televisie- en filmacteur van Moluks/Indische afkomst.

## Biografie
Goudsmit studeerde in 1997 af aan de acteursopleiding van de Hogeschool voor de Kunsten Utrecht. Hij speelde hierna bij verschillende theatergezelschappen. Verder speelde hij rollen in tv-series en film zoals Goudkust, Goede tijden, slechte tijden, Het Klokhuis, Zonder Ernst, Boven Wotter, AVRO-kinderserie Koen Kampioen, Zapplive, SpangaS en diverse reclamespotjes.
Hij vertolkte de rol van "Eddy Swienhond" in de Groningse dramaserie Boven Wotter. Hij werkte mee aan de speelfilm Wijster als coach en vertaler voor de Molukse cast, onder regie van Paula van der Oest. Tevens heeft hij meegewerkt aan de speelfilm De Punt onder regie van Hanro Smitsman.
Goudsmit is te zien in theaterproducties van Stichting Julius Leeft, onder artistieke leiding van John Leerdam.

## Producties
- Gandhi
- Hotel Zigterman
- Aan De Andere Kant
- Hoes en Heerd
- Tikkop
- Snorder
- Hier gaan we het niet over hebben
- Kain pikul II
- Check the Bizz
- Geniale anarchie
- Keutelbinkie II
- Verboden Wetenschapsmonologen
- Hoe duur was de suiker
- Claus opgevoerd in Carré
- Herstel van de toekomst
- Amandla fragmenten van strijd
- Kain pikul
- Peerd en Woagen
- Alize
- Keutelbinkie I
- Op z'n Grieks
- Digidiss
- Barak 1B
- De Soloist
- Haardkoor
- R-U-Ready
- Voorlopig familie
- Reis zonder landkaart
- Het landingsgestel
- Sorry voor mijn zus
- Goal
- Na achten geen oorlog
- De Geestgronden
- Follow the leader
- Roots & Peers
- Riwayat ku
- Batu Badaun

Seizoen 2020/2021 
- Haim, in de Groninger Eemshaven.
- De Wijk de Wereld, samen met Mads Wittermans.